# سلول (مردگان متحرک)
"سلول" سومین قسمت از هفتمین فصل مجموعه تلویزیونی ترسناک پس از آخرالزمانی مردگان متحرک، است که در تاریخ ۶ نوامبر ۲۰۱۶ از ای ام سی پخش شد. این قسمت به قلم آنجلا کانگ و به کارگردانی آلریک ریلی ساخته شده‌است.

## بازخوردها

### بازخوردهای انتقادی
«سلول» به‌طور کلی نقدهای مثبتی از منتقدان دریافت کرد. در راتن تومیتوز، با کسب امتیازی ۷۴٪ و با میانگین وزنی ۷٫۰۴ از ۱۰، برپایه ۳۴ بررسی مورد نقد قرار گرفت. اجماع این سایت می‌نویسد: مردگان متحرک قسمت دیگری از شخصیت‌های محور را در «سلول» ارائه می‌دهد که با موفقیت به عمق دنیای نگان و اجتماعش می‌پردازد، حتی اگر تلاشش برای انسان‌سازی مشتی شرور نتیجه ای درهم دربرداشته باشد.
منتقد ادبی اد پاور در دیلی تلگراف این اپیزود را ستود: «اپیزود فوق به شما یادآوری می‌کند که در بهترین حالت عاری از هر سروصدایی مردگان متحرک یکی از خیره‌کننده‌ترین آثار در تلویزیون است.» کلی لائولر از یواس‌ای تودی این قسمت را منفی بررسی کرد و گفت: " مردگان متحرک سومین قسمت خود را صرف اعمال شکنجه جسمی و روانی بر روی و یکی دیگر از بهترین و محبوب‌ترین شخصیت‌هایش کرد، و چرا آنها این کار را کردند؟ زیرا آنها کار بهتری ندارند تا با چنگ انداختن به آن خط داستانی سردرگم نیگان را روایت کنند. "

### رتبه‌بندی
این اپیزود با امتیاز ۵٫۷ با گستردگی جمیعتی ۱۸–۴۹ با تعداد ۱۱٫۷۲ میلیون بازدیدکننده رده‌بندی شد. این در حالیست که امتیاز فوق کمترین امتیاز سریال از زمان «وزن مرده» در فصل چهارم است.